# Базилівщинська сільська рада
Базилівщинська сільська рада — колишній орган місцевого самоврядування у Машівському районі Полтавської області з центром у c. Базилівщина.

## Населені пункти
Сільраді були підпорядковані населені пункти:
- c. Базилівщина